# 王信凱
王信凱（1983年10月01日—）為臺灣男子籃球運動員，場上位置為後衛，現效力於泰國籃球聯賽巴吞他尼蟒蛇。

## 生平
王信凱就讀居仁國中時曾拿下臺中市聯賽冠軍，後在國中籃球聯賽南區全國準決賽打完與七賢國中的比賽後教練劉錦池曾延攬王信凱進入三民家商，國中畢業後王信凱升學至僑泰工家，但讀了半學期就休學，之後轉學到三民家商，大學選擇進入國立臺灣藝術大學。2004年透過李奇勳的介紹加入超級籃球聯賽臺灣銀行。2007年9月與顏行書前往中國大陸加盟中国男子篮球职业联赛云南红河奔牛。2008年1月返回臺灣效力台灣啤酒。2008年10月與云南红河奔牛完成續約。2009年3月返回臺灣效力台灣啤酒。2014年3月身披台灣大球衣從籃球場引退。2017年復出加盟東南亞職業籃球聯賽高雄聖徒。2024年7月王信凱再度復出以亞裔球員身分加盟泰國籃球聯賽巴吞他尼蟒蛇。9月王信凱在TBL季軍戰繳出18分、12籃板、13助攻的大三元表現，助隊以118比82擊退素攀武里猛獁象（Suphanburi Mammoth）。

## 外部連結
- 王信凱在中国男子篮球职业联赛官網
- 王信凱在超級籃球聯賽官網
- 王信凱在Eurobasket.com（球員）（英语）
- 王信凱在Eurobasket.com（球員）（英语）
- 王信凱在中国篮球数据库
- 王信凱在Flashscore（英语）